# تورا-سان مذهبی می‌شود؟
تورا-سان مذهبی می‌شود؟ (به انگلیسی: Tora-san Goes Religious?) یک فیلم کمدی ژاپنی محصول ۱۹۸۳ به کارگردانی یوجی یامادا است. این فیلم سی و دومین فیلم از مجموعه محبوب و طولانی‌مدت اوتوکو وا تسورای یو است.

## خلاصه
وقتی سفرهایش تورا-سان را به ژاپن غربی می‌آورد، تورا-سان تصمیم می‌گیرد به «هیویچیرو سووا»، پدر شوهر خواهرش که درگذشته ادای احترام کند. او با کاهن در معبد مست می‌شوند و در این راه عاشق دختر کشیش می‌شود. هنگامی که کاهن برای یک اجرای مراسم مذهبی که از قبل قرار گذاشته‌است در صبح روز بعد به علت مستی شب قبل حال جسمانی مناسبی ندارد، تورا سان با موفقیتی بزرگ جای او را می‌گیرد. خواهر تورا سان و خانواده برادر شوهرش برای مراسم یادبود هیویچیرو سووا حاضر می‌شوند و بر سر دارایی او مشاجره می‌شود.

## ارزیابی انتقادی
«تورا-سان مذهبی می‌شود؟» پنجمین فیلم پردرآمد در گیشه ژاپن در سال ۱۹۸۴ بود. استوارت گالبریث چهارم این فیلم را به عنوان یکی از بهترین‌های این مجموعه رتبه‌بندی می‌کند و اشاره می‌کند که «اجراها در همه‌جانبه عالی هستند». گالبریت مشاهده می‌کند که خط داستانی فیلم احتمالاً از مرگ اخیر بازیگر بزرگ سینما تاکاشی شیمورا الهام گرفته شده‌است که در سه فیلم قبلی «اوتوکو و تسورای یو» نقش هیویچیرو سووا درگذشته را بازی کرده بود. سایت آلمانی زبان molodezhnaja به «تورا-سان مذهبی می‌شود؟» چهار ستاره از پنج ستاره می‌دهد.